# Santo Domingo, Nicaragua
Santo Domingo är en kommun (municipio) i Nicaragua med 13 984 invånare (2012). Den ligger i den bergiga centrala delen av landet i departementet Chontales. Santo Domingo är en jordbruksbygd med fokus på boskapsskötsel. Kommunen har också sedan lång tid tillbaka en omfattande gruvindustri.

## Geografi
Santo Domingo gränsar till kommunerna  La Libertad i väster och norr, till El Ayote och El Rama i öster samt till  Santo Tomás och San Pedro de Lóvago i söder. Kommuns största ort är centralorten Santo Domingo med 4 969 invånare (2005).

## Historia
Kommunen grundades 1913 och blev 1951 upphöjd från en pueblo till rangen av ciudad (stad).

## Religion
Santo Domingo firar sin festdag den 3 maj till minne av det heliga korset. Dagen firas med religiösa aktiviteter, tjurfäktning och traditionella danser.